# Onciale 0294
- Papyrus
- Onciale
- Minuscules
- Lectionnaire

Le Codex 0294 (dans la numérotation Gregory-Aland), est un manuscrit du Nouveau Testament sur parchemin écrit en écriture grecque onciale.

## Description
Le codex se compose d'un folio. Il est écrit en deux colonnes par page, 28 lignes par colonne. Les dimensions du manuscrit sont 25 cm x 21,3 cm,.
Ce manuscrit contient le texte des Actes des Apôtres (14,27-15,10). Les paléographes datent ce manuscrit du VIIe siècle ou VIIIe siècle.
Kurt Aland n'a placé le texte du codex dans aucune Catégorie.
Lieu de conservation
Le codex est conservé au monastère Sainte-Catherine (N.E. ΜΓ 16) dans le Sinaï,.